# Jhonatan da Silva Pereira
Jhonatan da Silva Pereira (sinh ngày 31 tháng 1 năm 1989) là một cầu thủ bóng đá người Brasil.

## Sự nghiệp câu lạc bộ
Jhonatan da Silva Pereira đã từng chơi cho Tochigi SC.